# FI Гидры
FI Гидры (лат. FI Hydrae) — одиночная переменная звезда в созвездии Гидры на расстоянии (вычисленном из значения параллакса) приблизительно 4909 световых лет (около 1505 парсек) от Солнца. Фотографическая звёздная величина звезды — от +17,4m до +10,2m.
Открыта Виллемом Якобом Лейтеном в 1936 году*.

## Характеристики
FI Гидры — красный гигант, пульсирующая переменная S-звезда, мирида (M) спектрального класса M4e(S4,4e), или M4. Эффективная температура — около 3288 K.